# Texas Express (трубопровід для ЗВГ)
Texas Express (трубопровід для ЗВГ) — трубопровідна система, призначена для вивезення нефракціонованої суміші зріджених вуглеводневих газів (ЗВГ) із цілого ряду нафтогазодобувних басейнів на заході США.
У першій половині 2010-х на тлі «сланцевої революції» почав стрімко зростати видобуток зріджених вуглеводневих газів у басейнах Перміан (суміжні райони Техасу та Нью-Мексико) і Денвер-Юлесбург (Колорадо). При цьому перший був з'єднаний з Оклахомою та Канзасом бідирекціональним трубопроводом Конвей-Соуз, котрий у 2000-х роках транспортував суміш ЗВГ на південь до Техасу. Тепер було вирішено створити приблизно посередині його траси, у Скеллітауні, підключення до нового трубопроводу Texas Express, який би виводив напряму до розташованого на узбережжі Мексиканської затоки центру фракціонування Монт-Белв'ю. Таким чином, південна частина Конвей-Соуз могла б подавати до Скеллітауна вуглеводні з Перміан, а північна — з канзаського ЗВГ-хабу (куди потрапляє продукція з нафтогазоносних басейнів Колорадо, Вайомінгу, Монтани, Північної Дакоти) та Оклахоми. Крім того, до Скеллітауна вивели інший новий трубопровід Front Range, що забезпечує пряме вивезення продукції з басейну Денвер-Юлесбург (починається в окрузі Велд).
Введений в експлуатацію у 2013 році Texas Express має довжину 580 миль та виконаний у діаметрі 500 мм. Первісно його пропускна здатність становила 280 тисяч барелів на добу, а в 2018-му у зв'язку із запланованим збільшенням потужності Front Range вирішили наростити показник Texas Express до 370 тисяч барелів.
Проект реалізували компанії Enterprise Products Partners, Enbridge Energy Partners (по 35 %), Anadarko Petroleum (20 %) та DCP Midstream Partners (10 %). При цьому Enterprise Products Partners є власником Конвей-Соуз та володіє Front Range на паритетних засадах з DCP Midstream Partners і Anadarko Petroleum.